# Romans z intruzem
Romans z intruzem – polski dramat wojenny z 1984 roku w reżyserii Waldemara Podgórskiego, zrealizowany na podstawie powieści Wacława Bilińskiego pt. Koniec wakacji.

## Opis fabuły
Koniec sierpnia 1939 roku. Polsko-niemiecką granicę przepływa niemiecki dezerter z Wehrmachtu Ernst Hoffman z informacją, że 26 sierpnia o godz. 4:45 Niemcy zaatakują Polskę. Polski kontrwywiad oddaje go pod opiekę por. Kossowicza, perfekcyjnie władającego językiem niemieckim. Polska "dwójka" odnosi się do uciekiniera dość nieufnie, nie wiedząc co sądzić o całej sprawie i obawiając się prowokacji. Po sprawdzeniu Hoffmana Polacy dochodzą do wniosku, że to prowokator – odkrywają, że zataił przed nimi swoją przynależność do NSDAP oraz fakt, że jest bratem wysokiego funkcjonariusza nazistowskiej partii. Podanego przez Niemca dnia i o wyznaczonej godzinie nie dochodzi również do niemieckiego ataku. Strona polska postanawia przekazać go straży granicznej, tj. de facto zwrócić Niemcom, zdając sobie doskonale sprawę jaki los go czeka. Jednak o świcie, w dniu planowanego przekazania Niemca rzeczywiście dochodzi do agresji Niemiec na Polskę (przesuniętej o kilka dni). Szybki atak niemieckich jednostek pancernych sprawia, że po kilku godzinach Hoffman, por. Kossowicz oraz towarzyszący im polscy podoficerowie wpadają w ręce Niemców. Szybko rozpoznani dzięki niemieckiemu agentowi działającemu na polskiej stronie, wszyscy zostają rozstrzelani.

## Obsada
- Aleksander Mikołajczak – por. Kossowicz
- Klaus-Peter Thiele – Ernst Hoffman
- Katarzyna Pawlak – Helena,  narzeczona Kossowicza
- Zbigniew Buczkowski – plut. Zenek
- Ryszard Kotys – kpr. Matula
- Kazimierz Meres – płk. Klon-Sawicki
- Arkadiusz Bazak – kpt. Wolski
- Tomasz Zaliwski – mjr Wilczyński
- Michał Szewczyk – niemiecki agent
- Włodzimierz Adamski – starszy sierżant

i inni.

## Plenery
- Szadek, Warta, Łęki Kościelne, Sieradz, Rossoszyca